# Model wzrostu Harroda-Domara
Zasugerowano, aby zintegrować ten artykuł z artykułem Teoria Harroda-Domara (dyskusja). Nie opisano powodu propozycji integracji.
Model wzrostu Harroda-Domara to model wzrostu gospodarczego stosowany w ekonomii rozwoju wyjaśniający wzrost tempa rozwoju gospodarczego zależny od poziomu oszczędności i produktywności kapitału. Sugeruje to, iż nie ma dla gospodarki naturalnych powodów do zrównoważonego wzrostu gospodarczego.
Model został opracowany przez ekonomistów Roya Harroda w 1939 roku i Evseya Domara w 1946 roku.
Model wzrostu Harroda-Domara jest prekursorem modelu wzrostu Solowa.
Model ten uzależnia stopę wzrostu dochodu narodowego od stopy oszczędzania i wielkości współczynnika kapitałowego (kapitałochłonności). Im wyższa jest stopa oszczędności, tym większe inwestycje, a zatem szybszy wzrost gospodarczy. Natomiast zwiększenie liczby zainwestowanych jednostek kapitału w celu wytworzenia dodatkowej jednostki dochodu narodowego powoduje spadek tempa wzrostu gospodarczego.

## Przegląd
Zgodnie z tym modelem, funkcjonują trzy koncepcje wzrostu:
- wzrost gwarantowany – jest to stopa wzrostu produkcji, przy której firmy ani nie zwiększają, ani nie zmniejszają inwestycji, gdyż są przekonani co do możliwości zaspokojenia przyszłego popytu konsumpcyjnego;
- naturalna stopa wzrostu – taka stopa, przy której wzrasta zasób siły roboczej (wpływ na to ma kontrola urodzin, kultura i in.), co zwiększa zaszeregowany produkt;
- rzeczywisty wzrost, czyli taki wzrost, jaki występuje naprawdę.

## Dowód matematyczny
Niech Y reprezentuje stan wyjściowy, czyli dochód, K będzie równe poziomowi kapitału. S oznacza całkowite oszczędności (małe) s jest stopą oszczędności, I jest inwestycją. δ oznacza stawkę amortyzacji kapitału zakładowego. Model Harroda-Domara zakłada a priori następujące wyliczenia:
| {\displaystyle Y=f(K)}                                                        | 1: Produkt jest funkcją kapitału. |
| {\displaystyle {\frac {dY}{dK}}=c\Rightarrow {\frac {dY}{dK}}={\frac {Y}{K}}} | 2: Marginalny produkt kapitału jest stały; funkcja produkcji wykazuje stałe efekty skali. Oznacza to, równą marginalną i średnią produktywność kapitału. |
| {\displaystyle f(0)=0}                                                        | 3: Kapitał jest niezbędny do produkcji. |
| {\displaystyle sY=S=I}                                                        | 4: Produktywność oszczędności i stawki wyjściowej oszczędności jest równa inwestycjom.                                                                   |
| {\displaystyle \Delta \ K=I-\delta \ K}                                       | 5: Zmiany w kapitale zakładowym wynoszą mniej w amortyzacji inwestycji niż w kapitale zakładowym.                                                        |

Uzyskanie wzrostu poziomu produkcji:
{\displaystyle c={\frac {dY}{dK}}={\frac {Y(t+1)-Y(t)}{K(t)+sY(t)-\delta \ K(t)-K(t)}}}
{\displaystyle c={\frac {Y(t+1)-Y(t)}{sY(t)-\delta \ {\frac {dK}{dY}}Y(t)}}}
{\displaystyle c(sY(t)-\delta \ {\frac {dK}{dY}}Y(t))=Y(t+1)-Y(t)}
{\displaystyle cY(t)(s-\delta \ {\frac {dK}{dY}})=Y(t+1)-Y(t)}
{\displaystyle cs-c\delta \ {\frac {dK}{dY}}={\frac {Y(t+1)-Y(t)}{Y(t)}}}
{\displaystyle s{\frac {dY}{dK}}-\delta \ {\frac {dY}{dK}}{\frac {dK}{dY}}={\frac {Y(t+1)-Y(t)}{Y(t)}}}
{\displaystyle sc-\delta ={\frac {\Delta \ Y}{Y}}}
Alternatywnym (i być może prostszym) rozwiązaniem jest jak pokazuje, z kropek (na przykład, {\displaystyle {\dot {Y}}}) oznaczający procentowy wzrost stawki.
Po pierwsze, założenia (1)-(3)sugerują, że produkcja i kapitał są związane liniowo (dla zaawansowanych czytelników z ekonomii proporcjonalność ta zakłada elastyczność kapitału produkcji równy jedności). Założenia te generują równe stopy wzrostu między dwoma zmiennymi. Oznacza to, że
{\displaystyle Y=cK\Rightarrow d\log(Y)=d\log(c)+d\log(K).}
Ponieważ produkt marginalny kapitału, c jest stałą, mamy
{\displaystyle d\log(Y)=d\log(K)\Rightarrow {\frac {dY}{Y}}={\frac {dK}{K}}\Rightarrow {\dot {Y}}={\dot {K}}.}
Następnie, z założenia (4) i (5), możemy znaleźć tempo wzrostu kapitału, jak
{\displaystyle {\dot {K}}={\frac {I}{K}}-\delta =s{\frac {Y}{K}}-\delta }
{\displaystyle \Rightarrow {\dot {Y}}=sc-\delta }
Sumując, stopa oszczędności razy krańcowa produktywność kapitału minus stawka amortyzacji jest równa tempu wzrostu produkcji. Zwiększenie stopy oszczędności, krańcowej produktywności kapitału, lub zmniejszenie amortyzacji zwiększy tempo wzrostu produkcji.
Są to wytyczne do osiągnięcia wzrostu gospodarczego w modelu Harroda-Domara.

## Wnioski
Chociaż model Harroda-Domara został pierwotnie stworzony w celu analizy cyklu koniunkturalnego, to później został dostosowany do wyjaśnienia wzrostu gospodarczego. Wzrost gospodarczy zależy od ilości pracy i kapitału. Więcej inwestycji prowadzi do akumulacji kapitału, który generuje wzrost gospodarczy. Model opisuje problemy krajów słabiej rozwiniętych gospodarczo. Kraje najsłabiej rozwinięte nie mają wystarczających dochodów, aby umożliwić średnie wysokie stopy oszczędności, a więc akumulacji kapitału poprzez inwestycje jest na bardzo niskim poziomie.
Model zakłada, że wzrost gospodarczy zależy od polityki na rzecz zwiększenia inwestycji, poprzez zwiększenie oszczędności, a przy użyciu tego typu inwestycji w bardziej efektywny sposób poprzez postęp technologiczny.
Model dochodzi do wniosku, że gospodarka nie znajduje pełnego zatrudnienia i stabilne naturalne stopy wzrostu są podobne do przekonań keynesistów.